# Konstandinos Dendopulos
Konstandinos Dendopulos (ur. 1 maja 1994) – grecki lekkoatleta specjalizujący się w chodzie sportowym.
W 2011 bez powodzenia brał udział w mistrzostwach świata juniorów młodszych, a w 2012 został mistrzem krajów bałkańskich juniorów w chodzie na 10 000 metrów.
Medalista mistrzostw Grecji.
Rekordy życiowe: chód na 10 kilometrów – 43:10 (2013), chód na 10 000 metrów – 41:52,95 (2014).

## Osiągnięcia
| Rok  | Impreza                                  | Miejsce         | Konkurencja                 | Lokata      | Wynik    |
| ---- | ---------------------------------------- | --------------- | --------------------------- | ----------- | -------- |
| 2011 | Mistrzostwa świata juniorów młodszych    | Lille Metropole | chód na 10 000 m            | 24. miejsce | 46:34,87 |
| 2012 | Mistrzostwa Bałkanów w chodzie sportowym | Bukareszt       | chód na 10 000 m (juniorzy) | 1. miejsce  | 43:48,51 |
| 2013 | Puchar Europy w chodzie sportowym        | Dudince         | chód na 10 kilometrów       | 6. miejsce  | 43:11    |